# Okawville
Okawville est un village des États-Unis, situé dans le comté de Washington et l'État de l'Illinois.

## Géographie
Okawville est située à 38° 25′ 57″ de latitude Nord et 89° 32′ 54″ de longtitude Ouest (38° 25′ 57″ N, 89° 32′ 54″ O).

## Démographie
Selon les données du Bureau de recensement des États-Unis, Okawville était peuplée :
- de 1 274 habitants en 1990 (recensement) ;
- de 1 355 habitants en 2000 (recensement) ;
- de 1 343 habitants en 2006 (estimation).